# Arthur Gore (Tennisspieler)
Arthur William Charles Wentworth Gore (* 2. Januar 1868 in Lyndhurst; † 1. Dezember 1928 in London) war ein britischer Tennisspieler.

## Leben
Gore, der 1868 in Lyndhurst an der englischen Kanalküste zur Welt kam, war ein Enkel der Schriftstellerin Catherine Gore und über deren Mann Arthur ein Urururenkel von Arthur Gore, 1. Earl of Arran. Damit war er ein weitläufiger Verwandter des ersten Wimbledonsiegers Spencer Gore, der ebenfalls von dem Earl abstammte. Arthur Gore erlernte das Tennisspiel im französischen Badeort Dinard, wo er im Alter von 12 Jahren seinen ersten Titel bei einem Jugendturnier errang.
Ab 1888 nahm Gore am Turnier von Wimbledon teil, schied in den ersten vier Jahren jedoch bereits in der ersten Runde aus. 1900 bildete er zusammen mit seinem Doppelpartner Herbert Roper Barrett sowie Ernest Black das britische Team im ersten Davis Cup. In den Jahren 1901, 1908 und 1909 konnte er das Turnier von Wimbledon im Einzel gewinnen, 1909 zusammen mit Roper Barrett auch das Doppel. Bei seinem Sieg 1909 war er 41 Jahre und sieben Monate alt, was ihn zum bis heute ältesten Sieger von Wimbledon macht. 1912, im Alter von 44 Jahren, erreichte er erneut die Challenge Round in Wimbledon, verlor diese jedoch gegen Anthony Wilding in vier Sätzen. Mit fünf weiteren Finalteilnahmen ist Gore ebenfalls Rekordhalter.
Gore war auch bei den Olympischen Spielen 1908 erfolgreich. Er gewann die Goldmedaille im Hallenwettbewerb sowohl im Einzel als auch zusammen mit Herbert Roper Barrett im Doppel. Vier Jahre später trat er in beiden Konkurrenzen erneut an und verpasste mit Barrett im Doppel mit Rang 4 die Medaillen nur knapp. Insgesamt gewann er 51 Titel und stand weitere 26 Mal in Endspielen. Sein letztes Finale erreichte er 1919 bei den Leicestershire Championships.
In den Jahren 1911 und 1912 war Gore Präsident des All England Lawn Tennis and Croquet Club. Er nahm bis 1927 insgesamt 36 Mal an den Wimbledon Championships teil, zuletzt im Alter von 59 Jahren, ein bis heute ungebrochener Rekord, 33 Mal davon im Einzel.
1928 wurde er nochmals zum Vizepräsidenten des All England Clubs gewählt. Er starb am 1. Dezember desselben Jahres im Londoner Stadtteil Kensington. Im Jahr 2006 wurde er in die International Tennis Hall of Fame aufgenommen.

## Erfolge
| Legende               |
| Olympische Spiele (2) |
| Grand Slam (5)        |
| Weltmeisterschaften   |
| Sonstige Turniere (2) |

| ATP-Titel nach Belag |
| Hartplatz (0)        |
| Sand (0)             |
| Rasen (6)            |
| Holz (2)             |

### Einzel

#### Turniersiege
| Nr. | Datum        | Turnier                             | Belag    | Finalgegner           | Ergebnis                |
| --- | ------------ | ----------------------------------- | -------- | --------------------- | ----------------------- |
| 1.  | 1900         | Britische Hallenmeisterschaften (1) | Holz (i) | Josiah Ritchie        | 6:1, 7:5, 6:3           |
| 2.  | 3. Juli 1901 | Wimbledon (1)                       | Rasen    | Reginald Doherty      | 4:6, 7:5, 6:4, 6:4      |
| 3.  | 11. Mai 1908 | Olympische Spiele                   | Holz (i) | George Caridia        | 6:3, 7:5, 6:4           |
| 4.  | 3. Juli 1908 | Wimbledon (2)                       | Rasen    | Herbert Roper Barrett | 6:3, 6:2, 4:6, 3:6, 6:4 |
| 5.  | 1908         | Britische Hallenmeisterschaften (2) | Holz (i) | Anthony Wilding       | 4:6, 8:6, 6:0, 8:6      |
| 6.  | 3. Juli 1909 | Wimbledon (3)                       | Rasen    | Josiah Ritchie        | 6:8, 1:6, 6:2, 6:2, 6:2 |

#### Finalteilnahmen
| Nr. | Datum         | Turnier       | Belag | Finalgegner      | Ergebnis                |
| --- | ------------- | ------------- | ----- | ---------------- | ----------------------- |
| 1.  | 27. Juni 1899 | Wimbledon (1) | Rasen | Reginald Doherty | 6:1, 6:4, 3:6, 3:6, 3:6 |
| 2.  | 2. Juli 1902  | Wimbledon (2) | Rasen | Laurence Doherty | 4:6, 3:6, 6:3, 0:6      |
| 3.  | 5. Juli 1907  | Wimbledon (3) | Rasen | Norman Brookes   | 4:6, 2:6, 2:6           |
| 4.  | 30. Juni 1910 | Wimbledon (4) | Rasen | Anthony Wilding  | 4:6, 5:7, 6:4, 2:6      |
| 5.  | 8. Juli 1912  | Wimbledon (5) | Rasen | Anthony Wilding  | 4:6, 4:6, 6:4, 4:6      |

### Doppel

#### Turniersiege
| Nr. | Datum        | Turnier           | Belag    | Partner               | Finalgegner                           | Ergebnis                |
| --- | ------------ | ----------------- | -------- | --------------------- | ------------------------------------- | ----------------------- |
| 1.  | 9. Mai 1908  | Olympische Spiele | Holz (i) | Herbert Roper Barrett | George Caridia George Miéville Simond | 6:2, 2:6, 6:3, 6:3      |
| 2.  | 3. Juli 1909 | Wimbledon         | Rasen    | Herbert Roper Barrett | Stanley Doust Harry Alabaster Parker  | 6:1, 6:2, 1:6, 1:6, 9:7 |

#### Finalteilnahmen
| Nr. | Datum         | Turnier       | Belag | Partner               | Finalgegner                    | Ergebnis           |
| --- | ------------- | ------------- | ----- | --------------------- | ------------------------------ | ------------------ |
| 1.  | 3. Juli 1908  | Wimbledon (1) | Rasen | Herbert Roper Barrett | Josiah Ritchie Anthony Wilding | 1:6, 2:6, 6:1, 7:9 |
| 2.  | 30. Juni 1910 | Wimbledon (2) | Rasen | Herbert Roper Barrett | Josiah Ritchie Anthony Wilding | 1:6, 2:6, 6:1, 7:9 |